# Bart Swings
Bart Swings (n. 12 februarie 1991, Herent, Province of Brabant⁠(d), Belgia) este un patinator de viteză ce a reprezentat Belgia, medaliat olimpic. A participat la 2 ediții ale Jocurilor Olimpice (2014, 2022) în care a câștigat o medalie de aur.